# Campionats del món de ciclisme en ruta de 1935
Els Campionats del món de ciclisme en ruta de 1935 es disputaren el 18 d'agost a Floreffe, Bèlgica.

## Resultats
| Proves :                         | Or                   | Or         | Argent                      | Argent   | Bronze                      | Bronze   |
| Professionals                    |                      |            |                             |          |                             |          |
| Cursa en línia masculina detalls | Jean Aerts · Bèlgica | 6h 05' 19" | Luciano Montero · Espanya   | + 2' 57" | Gustave Danneels · Bèlgica  | + 9' 08" |
| Amateurs                         |                      |            |                             |          |                             |          |
| Cursa en línia masculina         | Ivo Mancini Itàlia   | 4h 37' 16" | Robert Charpentier · França | + 17"    | Werner Grundhal · Dinamarca | m. t.    |

## Medaller
| Posició | País      | Or | Plata | Bronze | Total |
| 1       | Bèlgica   | 1  | 0     | 1      | 2     |
| 2       | Itàlia    | 1  | 0     | 0      | 1     |
| 3       | Espanya   | 0  | 1     | 0      | 1     |
| 3       | França    | 0  | 1     | 0      | 1     |
| 5       | Dinamarca | 0  | 0     | 1      | 1     |
| Total   | Total     | 2  | 2     | 2      | 6     |